# Idgia rouyeri
Idgia rouyeri is een keversoort uit de familie Prionoceridae. De wetenschappelijke naam van de soort is voor het eerst geldig gepubliceerd in 1947 door Pic.